# Rat van Fortuin
Rat van Fortuin (niet te verwarren met Rad van Fortuin) is een televisiequiz van de Nederlandse omroep BNN. Er doen vier kandidaten mee en de presentator is Ruben Nicolai. De quiz bestaat uit drie rondes en een finale.
De show wordt beschreven als de show waar de vragen makkelijk zijn, maar de omstandigheden bizar. In alle rondes is het de bedoeling om zo veel mogelijk makkelijke vragen goed te beantwoorden. Het wordt echter moeilijker gemaakt door bijvoorbeeld pijn of angst, zodat het erg moeilijk wordt om het juiste antwoord te geven.
De deelnemer die de ronde het slechtste speelt, valt af. Degene die uiteindelijk overblijft, speelt de finale, waarin 5000 euro of een auto gewonnen kan worden. Bij foute antwoorden kan de prijs echter veel minder leuk worden: geld wordt dan verbrand en de auto wordt dan in elkaar geslagen ...
Rat van Fortuin is gebaseerd op de Britse spelshow Distraction gepresenteerd door Jimmy Carr.
3 op Reis ·
Afkicken ·
De allerslechtste echtgenoot van Nederland ·
Atletico Ananas ·
AVRO's Sterrenslag ·
Baby te huur ·
De Badgasten ·
De beste ·
Bitches ·
Bloed, Zweet en Luxeproblemen ·
Break Free · 
Cash Cab ·
Comedy Live ·
Costa! ·
Crazy 88 ·
Dennis en Valerio vs de rest ·
Dennis vs Valerio ·
Doe Maar Normaal ·
Egoland ·
Feuten ·
Finals ·
Floortje en de ambassadeurs · 
Floortje naar het einde van de wereld ·
Get Smarter in a Week ·
Golden Oldies ·
De Grote Donorshow ·
Hey DJ ·
Je zal het maar hebben ·
Je zal het maar zijn ·
Kannibalen ·
Katja vs Bridget ·
Katja vs De Rest ·
Kebab TV ·
De Klimaatpolitie ·
Lama gezocht ·
De Lama's ·
Lijst 0 ·
Loverboys ·
MaDiWoDoVrijdagshow ·
De Man met de Hamer ·
Mystery Party ·
De Nationale Eettest ·
De Nationale IQ Test ·
Neuken doe je zo! ·
De Nieuwste Show ·
Nu we er toch zijn ·
Onderweg naar Morgen ·
Over Mijn Lijk ·
Ranking the Stars ·
Rat van Fortuin ·
Ruben vs Geraldine ·
Ruben vs Katja ·
Ruben vs Sophie ·
Het schnitzelparadijs ·
De School ·
De slechtste chauffeur van Nederland ·
Sluipschutters ·
Smeris ·
De Social Club ·
Spuiten en Slikken ·
De Stalkshow ·
StartUp ·
Sterretje Gezocht ·
Stop in the Name of Love ·
Tessa ·
Tequila ·
Top of the Pops ·
Try Before You Die ·
Van God Los ·
Vier handen op één buik ·
VOC ·
Vrijdag op Maandag ·
Waar kan ik je 's nachts voor wakker maken? ·
Walhalla ·
Weg met BNN ·
De Zeven Zeeën